# Condado de Switzerland
El condado de Switzerland (en inglés: Switzerland County) es un condado en el estado estadounidense de Indiana. En el censo de 2000 el condado tenía una población de 9065 habitantes. La sede de condado es Vevay. El condado fue fundado en 1814 y fue nombrado en honor a Suiza (Switzerland, en inglés).

## Geografía
Según la Oficina del Censo, el condado tiene un área total de 579 km² (224 sq mi), de la cual 573 km² (221 sq mi) es tierra y 6 km² (3 sq mi) (1,05%) es agua.

### Condados adyacentes
- Condado de Ohio (norte)
- Condado de Gallatin, Kentucky (este)
- Condado de Carroll, Kentucky (sur)
- Condado de Jefferson (oeste)
- Condado de Ripley (noroeste)

## Autopistas importantes
- Ruta Estatal de Indiana 56
- Ruta Estatal de Indiana 129
- Ruta Estatal de Indiana 156
- Ruta Estatal de Indiana 250

## Demografía
En el  censo de 2000, hubo 9065 personas, 3435 hogares y 2538 familias residiendo en el condado. La densidad poblacional era de 41 personas por milla cuadrada (16/km²). En el 2000 había 4226 unidades habitacionales en una densidad de 19 por milla cuadrada (7/km²). La demografía del condado era de 98,78% blancos, 0,23% afroamericanos, 0,15% amerindios, 0,09% asiáticos, 0,01% isleños del Pacífico, 0,31% de otras razas y 0,43% de dos o más razas. 0,86% de la población era de origen hispano o latino de cualquier raza. 
La renta promedio para un hogar del condado era de $37 092 y el ingreso promedio para una familia era de $41 395. En 2000 los hombres tenían un ingreso medio de $30 197 versus $21 324 para las mujeres. La renta per cápita para el condado era de $17 466 y el 13,90% de la población estaba bajo el umbral de pobreza nacional.

## Ciudades y pueblos
- Bennington
- Center Square
- Florence
- East Enterprise
- Patriot
- Vevay